# مايك إدموندز
مايك إدموندز (بالإنجليزية: Mike Edmonds)‏ هو ممثل بريطاني، ولد في 13 يناير 1944 في تشيلمسفورد في المملكة المتحدة.

## وصلات خارجية
- مايك إدموندز على موقع IMDb (الإنجليزية)
- مايك إدموندز على موقع ألو سيني (الفرنسية)
- مايك إدموندز على موقع قاعدة بيانات الأفلام السويدية (السويدية)
- مايك إدموندز على موقع قاعدة بيانات الفيلم (الإنجليزية)
- مايك إدموندز على موقع كينوبويسك (الروسية)